# Isonychus pulchellus
Isonychus pulchellus är en skalbaggsart som beskrevs av Moser 1918. Isonychus pulchellus ingår i släktet Isonychus och familjen Melolonthidae. Inga underarter finns listade i Catalogue of Life.